# Campoletis septentrionalis
Campoletis septentrionalis är en stekelart som först beskrevs av Henry Lorenz Viereck 1925.  Campoletis septentrionalis ingår i släktet Campoletis och familjen brokparasitsteklar. Inga underarter finns listade.